# Sugarplum Fairy
Sugarplum Fairy var en svensk musikgrupp från Borlänge bestående av Viktor Norén (sång, bas, gitarr, tamburin), Carl Norén (sång, munspel, klaviatur, och gitarr), David Hebert (bas, gitarr och elorgel), Jonas Karlsson (gitarr, körsång) och Kristian Gidlund (trummor). Bandet slog igenom med singeln Sweet Jackie som blev en stor Trackshit och spelades flitigt på svenska radiokanaler. Carl och Viktors äldre bror Gustaf Norén spelade i bandet Mando Diao. Bandets förste och ende trumslagare Kristian Gidlund avled 2013.
Den 30 oktober 2021 medverkade Gustaf och Viktor i Så mycket bättre där de hyllade sin avlidne vän och bandkamrat Kristian Gidlund.

## Biografi

### Bandet bildas (1998)
1997 spelade Carl och Viktor tillsammans med kusinen och hiphopartisten Prop Dylan (Per Norén). Ett år senare startade Carl och Viktor popduon The Yogas på sitt lantställe, då de kom hem ringde de kompisen Kristian Gidlund och då bildades Sugarplum Fairy. Debuten skedde på ett skoldisco och med i bandet var då Claes Lassbo, sedermera basist åt bland annat Miss Li. Senare gick även Jonas Karlsson och David Hebert med i bandet efter att ha sett spelningen.

### Tidiga framgångar (2002−2005)
Bandet hade tidigt framgångar, med spelningar och uppmärksamhet i lokalpressen. Sugarplum Fairy fick ersätta The Libertines på Accelerator The Big One i Stockholm 2002. Uppmärksamheten och antalet spelningar ökade snabbt och redan 2002 fick producenten Ronald Bood upp ögonen för bandet. Sedan gick det snabbt och EP:n Stay Young släpptes 2004 och följdes av albumet Young & Armed. På detta följde turnéer i Japan och Tyskland. Låten Stay Young var en av de mest spelade låtarna på japansk radio under 2005. 

### Nytt album och turnerande (2006−2007)
Albumet First Round First Minute släpptes under 2006 med de mindre Trackshitsen She och Last Chance'.
2007 var låten She med i Jerry Seinfelds film Bee Movie.
Turnerandet fortsatte och Sugarplum Fairy spelade på några av de största festivalerna och scenerna i Tyskland. Bandet har sedan 2001 uppträtt på samtliga Peace and Love-festivaler som ägt rum, och är därmed den grupp som uppträtt flest gånger.

### Framgång med The Wild One (2008)
I mitten av 2008 meddelades det att Sugarplum Fairy hade sålt ungefär 100 000 album. Den 26 september samma år släpptes albumet The Wild One. Albumet fick överlag fina recensioner, 8/10 i Sonic, 4/5 i Groove och 5/5 i Vecko-Revyn samt Norrköpings tidningar, vars recensent även utsåg The Wild One till årets bästa platta. Albumet var också med på Sonics recensents lista över årets 10 bästa album. Även turnépremiären belönades med fyra plus av Expressens recensent Anders Nunstedt.
2008 nominerades bandet till P3 Guld som bästa grupp för The Wild One, och till hela tre rockbjörnar för bästa grupp, bästa låt (The Escapologist), och bästa album (The Wild One).

### Soloprojekt, Gidlunds sjukdom och bortgång (2009−2013)
Under 2010 arbetade både Carl och Viktor Norén med varsitt soloprojekt. Carls eget debutalbum Owls släpptes i februari 2011.
Bandets trumslagare Kristian Gidlund drabbades av magcancer under 2011. Efter att ha fått behandling trodde man att sjukdomen var besegrad, men i augusti 2012 kom beskedet att cancern var tillbaka och att Gidlund nu hade drabbats av obotlig cancer. I början av 2013 utkom Gidlund med boken I kroppen min - resan mot livets slut och alltings början, som byggde på hans blogg I kroppen min.
Sugarplum Fairy ställde in två spelningar i Borlänge i slutet av augusti 2013 till följd av Gidlunds dåliga hälsotillstånd. Mindre än en månad senare, den 17 september, avled Gidlund av sjukdomen.

## Diskografi

### Album
- 2004 − Young & Armed
- 2006 − First Round First Minute

- 2008 − The Wild One

### Singlar och EP:s
- 2004 − Stay Young EP
- 2004 − Sweet Jackie (singel)
- 2005 − Far Away From Man (singel)
- 2005 − Sail Beyond Doubt (singel)
- 2006 − She (singel)
- 2006 − Last Chance (singel)
- 2006 − Marigold (singel)
- 2007 − Let Me Try (singel)
- 2008 − The Escapologist (singel)
- 2008 − Never Thought I'd Say That It's Alright (singel)
- 2009 − You Can't Kill Rock 'N Roll (singel)

## Medlemmar
- Viktor Norén (sång, bas, gitarr, tamburin), 1998–
- Carl Norén (sång, gitarr, munspel, klaviatur), 1998–
- David Hebert (bas, gitarr, elorgel), 1998–
- Jonas Karlsson (gitarr, körsång), 1998–

- Kristian Gidlund (trummor), 1998–2013